# آتروفی سیستم چندگانه
آتروفی سیستم چندگانه یا زوال چندگانه سیستمیک (به انگلیسی: Multiple system atrophy) که به اختصار MSA نامیده می‌شود؛ یک اختلال عصبی پیشرونده نادر بوده که با دیس اُتونومی، لرزش، حرکت آهسته، سفتی عضلات، بی‌ثباتی وضعیتی (که در مجموع به عنوان پارکینسونیسم شناخته می‌شود) و آتاکسی همراه است. این امر به دلیل انحطاط تدریجی نورون‌ها در چندین بخش از مغز از جمله عقده‌های قاعده‌ای، هسته زیتون تحتانی و مخچه ایجاد می‌شود.
بسیاری از افراد مبتلا به MSA اختلال عملکرد سیستم عصبی خودمختار را تجربه می‌کنند که معمولاً به صورت افت فشار خون ارتواستاتیک، ناتوانی جنسی، از دست دادن تعریق، خشکی دهان، احتباس و بی‌اختیاری ادرار ظاهر می‌شود. فلج شدن پرده‌های صوتی نیز یکی از علائم بالینی مهم و گاهی اولیه این اختلال به‌شمار می‌آید.
تحقیقات نشان می‌دهند شکل تغییر یافته از پروتئین آلفا سینوکلئین در نورون‌های آسیب دیده ممکن است باعث ایجاد MSA شود. حدود ۵۵ درصد موارد آتروفی سیستم چندگانه در مردان رخ می‌دهد و مبتلایان معمولاً اولین علائم را در سن ۵۰ تا ۶۰ سالگی تجربه می‌کنند. MSA اغلب با برخی از علائم مشابه بیماری پارکینسون همپوشانی دارد. با این حال، بیماران مبتلا به MSA عموماً پاسخ کمی به داروهای دوپامینی، که برای درمان بیماری پارکینسون استفاده می‌شوند، نشان می‌دهند. همچنین تنها حدود ۹ درصد از بیماران MSA مبتلا به لرزش، لرزش واقعی و شدید پارکینسون را تجربه می‌کنند.
MSA از پروتئینوپاتی چند سیستمی، که یک سندرم تحلیل رونده عضلانی بوده، متمایز است. آتروفی سیستم چندگانه همچنین با سندرم اختلال عملکرد چند ارگانی (گاهی اوقات به عنوان نارسایی چند ارگانی شناخته می‌شود)، نارسایی‌های چند عضوی که یک عارضه اغلب کشندهٔ شوک سپتیک است، و سایر بیماری‌ها یا آسیب‌های شدید تفاوت دارد.

## علائم و نشانه‌ها
آتروفی سیستم چندگانه معمولاً با علائم و نشانه‌های زیر که می‌تواند به صورت ترکیبی نیز رخ دهد، همراه است:
- اختلال عملکرد اتونومیک
- پارکینسونیسم (هایپرتونی/لرزش و حرکت آهسته)
- آتاکسی مخچه (هماهنگی حرکتی ضعیف/راه رفتن ناپایدار، دوبینی)

در برخی موارد ممکن است، اختلال با ویژگی‌های ترکیبی MSA و زوال عقل با اجسام لویی نیز همراه باشد. همچنین در گونهٔ دیگر از بیماری، دژنراسیون لوب گیجگاهی همراه با MSA مشاهده شده‌است.

### علائم اولیه
شایع‌ترین علامت اولیه MSA ظهور یک «سندرم آکنتیک- سفتی عضلانی» (یعنی کندی شروع حرکت شبیه به بیماری پارکینسون) است که در ۶۲ درصد موارد در دوران اولیه بیماری مشاهده می‌شود. سایر علائم رایج در شروع بیماری عبارتند از مشکلات تعادل (آتاکسی مخچه) که در ۲۲٪ موارد و به دنبال آن اختلالات تناسلی-ادراری (۹٪) مشاهده می‌شود. هم مردان و هم زنان اغلب فوریت، احتباس و تکرر ادرار، مشکل تخلیه ناقص مثانه یا ناتوانی جنسی را تجربه می‌کنند. از هر ۵ بیمار مبتلا به MSA، یک نفر در سال اول بیماری خود می‌میرد.
برای مردان، اولین علامت می‌تواند اختلال نعوظ باشد، همچنین زنان کاهش حساسیت دستگاه تناسلی را گزارش کرده‌اند.

### علائم ثانویه
با پیشرفت بیماری یکی از سه گروه از علائم زیر غالباً رخ می‌دهد:
1. پارکینسونیسم - حرکت آهسته و سفتی عضلانی، کوچک و ناقص نوشتن کلمات[۳][۱۶]
2. اختلال عملکرد مخچه - مشکل در هماهنگی حرکت و تعادل[۱۷]
3. اختلال عملکرد سیستم عصبی خودمختار - اختلال در عملکردهای خودکار بدن، از جمله برخی یا همه موارد زیر:[۱۸]
  - افت فشار خون وضعیتی یا ارتواستاتیک، که منجر به سرگیجه یا غش در هنگام ایستادن می‌شود[۱۹]
  - بی‌اختیاری ادرار یا احتباس ادرار[۲۰]
  - ناتوانی جنسی[۲۱]
  - یبوست[۲۲]
  - فلج پرده‌های صوتی
  - خشکی دهان و پوست
  - مشکل در تنظیم دمای بدن به دلیل کمبود تعریق در تمام قسمت‌های بدن
  - خروپف بلند، تنفس غیرطبیعی یا استریدور دمی در هنگام خواب
  - سایر اختلالات خواب از جمله آپنه خواب، اختلال رفتاری خواب REM[۲۳]
  - دوبینی[۲۴]
  - انقباضات عضلانی[۲۴]
  - اختلالات شناختی[۲۵]

## ژنتیک

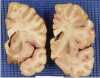
نمونه کالبد شکافی یک مورد MSA

یک مطالعه ارتباط بین حذف ژن‌ها در یک دامنه ژنتیکی خاص و ایجاد MSA را در گروهی از بیماران ژاپنی نشان داد. دامنه مورد بحث شامل ژن SHC2 است که در موش‌ها و موش‌های صحرایی عملکردی در سیستم عصبی دارد. محققان این مطالعه احتمال دادند که ممکن است ارتباطی بین حذف SHC2 و ایجاد MSA وجود داشته باشد.
مطالعات دیگر قادر به تکرار این یافته در بیماران مبتلا به MSA آمریکایی نبود. محققان ایالات متحده می‌نویسند: «نتایج ما نشان می‌دهد که حذف ژن SHC2 زیربنای موارد کمی از MSA در جمعیت ایالات متحده است. این نتیجه برخلاف بررسی محققین ژاپنی، گزارش شده توسط ساساکی و همکاران بوده، که احتمالاً منعکس کننده ناهمگونی بیماری در زمینه‌های ژنتیکی مختلف است.» بر اساس دو بررسی صورت گرفته به نظر می‌رسد که گوناگونی ژنتیکی در پدید آمدن این بیماری وجود دارد.

## پاتوفیزیولوژی

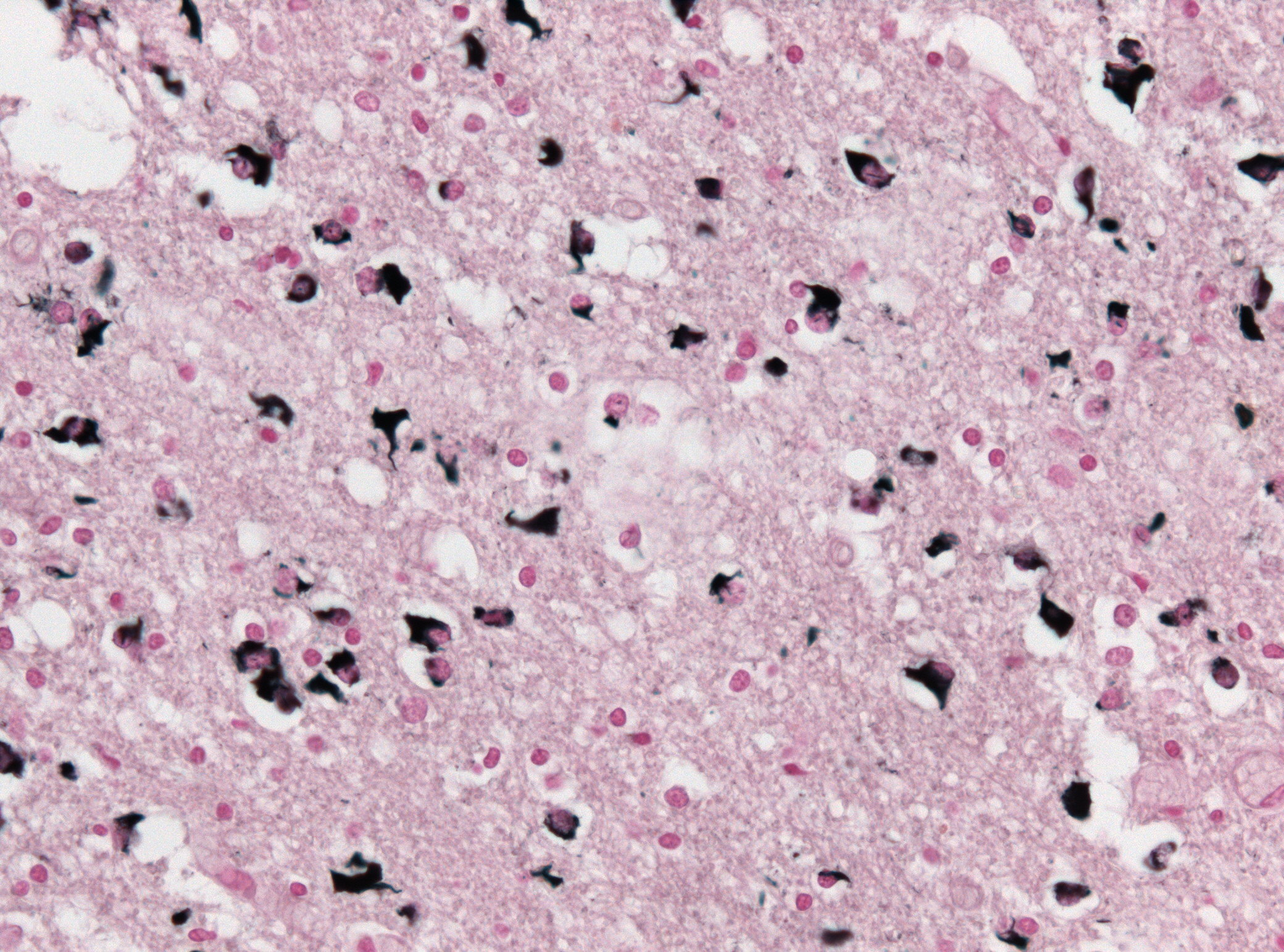
نمونه بافت‌شناسی نشان‌دهنده پاپ-لانتوس در شکنج سینگولیت در یک مورد آتروفی سیستم چندگانه

آتروفی سیستم چندگانه را می‌توان با از بین رفتن سلول و گلیوز یا تکثیر آستروسیت‌ها در مناطق آسیب دیده سیستم عصبی مرکزی توضیح داد. این آسیب یک جای زخم را تشکیل می‌دهد که سپس جای زخم گلیال نامیده می‌شود. وجود اجسام انکلوزیونی معروف به اجسام پاپ-لانتوس، در بخش‌های مربوط به حرکت، تعادل و مراکز کنترل خودکار مغز که ایجاد کننده علائم هیستوپاتولوژیک هستند مشخصه بیماری MSA است.
جزء رشته‌ای اصلی اجسام پاپ-لانتوس (اجسام انکلوزیونی سیتوپلاسمی گلیال و عصبی)، آلفا سینوکلئین است. جهش در این ماده ممکن است در بیماری نقش داشته باشد. ترکیب آلفا سینوکلئین در اجسام پاپ-لانتوس با آلفا سینوکلئین در اجسام لویی متفاوت است. این بیماری احتمالاً با الیگودندروگلیوپاتی شروع می‌شود.
همچنین پروتئین‌های تاو در برخی از اجسام انکلوزیونی سیتوپلاسمی گلیال یافت شده‌اند.

## مدیریت

### دارودرمانی
لوودوپا (L-Dopa)، دارویی که در درمان بیماری پارکینسون استفاده می‌شود، علائم پارکینسونیسم را در درصد کمی از بیماران MSA بهبود می‌بخشد. یک کارآزمایی اخیراً گزارش داده‌است که تنها ۱٫۵٪ از بیماران MSA در هنگام مصرف لوودوپا، بهبودی را تجربه کردند، که میزان بهبودی کمتر از ۵۰٪ بود، و همین میزان بهبودی نیز گذرا، و چیزی کمتر از یک سال به طول انجامیده‌است. کارایی ضعیف L-Dopa، خود به عنوان یک عنصر احتمالی در تشخیص افتراقی MSA از بیماری پارکینسون در نظر گرفته می‌شود.
داروی ریلوزول در درمان آتروفی سیستم چندگانه و فلج فوق هسته ای پیشرونده مغز بی اثر است.

### توانبخشی
فیزیوتراپیست‌ها می‌توانند به حفظ تحرک بیمار و به جلوگیری از انقباض عضلات کمک کنند. آموزش راه رفتن به بیماران، سبب بهبود تحرک و کاهش خطر زمین‌خوردن می‌شود. فیزیوتراپیست همچنین ممکن است برای افزایش ایمنی بیمار، وسایل کمک حرکتی مانند عصا یا واکر تجویز کند.

### اجتناب از افت فشار خون وضعیتی
یکی از مشکلات جدی، افت فشار خون در هنگام ایستادن بوده که خطر غش کردن و در نتیجه آسیب ناشی از زمین‌خوردن را افزایش می‌دهد و اغلب به فلودروکورتیزون، یک مینرالوکورتیکوئید مصنوعی، پاسخ می‌دهد. یکی دیگر از درمان‌های دارویی رایج، آلفا آگونیست میدودرین است. درمان‌های غیردارویی معمولاً زیاد کردن شیب تختخواب (بالا بردن سر کل تخت حدود ۱۰ درجه)، قرص‌های نمک یا افزایش نمک در رژیم غذایی، مصرف زیاد مایعات، استفاده از جوراب‌های واریس (الاستیک) هستند؛ اجتناب از محرک‌های کاهش دهنده فشار خون، مانند هوای گرم، الکل و کم‌آبی بدن نیز بسیار حائز اهمیت است. می‌توان به بیمار آموزش داد که حرکت کند و از حالت نشسته به ایستاده به آرامی تغییر حالت دهد تا خطر افتادن کاهش و اثر فشار خون وضعیتی را محدود شود. همچنین آموزش فشار دادن مچ پا برای بازگشت خون از پاها به گردش خون سیستمیک می‌تواند کمک کننده باشد.

## پیش‌آگهی
میانگین طول عمر پس از شروع علائم در بیماران مبتلا به آتروفی سیستم چندگانه، ۱۰–۶ سال است. تقریباً ۶۰ درصد از بیماران طی پنج سال پس از شروع علائم حرکتی به ویلچر نیاز دارند و تعداد کمی از بیماران بیش از ۱۲ سال زنده می‌مانند. این بیماری بدون بهبودی با سرعت متغیر پیشرفت می‌کند. کسانی که در سنین بالاتر به پزشک مراجعه می‌کنند، افرادی که ویژگی‌های پارکینسونیسم و افرادی که اختلال عملکرد اتونوم شدید دارند، پیش آگهی ضعیف تری و کسانی که عمدتاً از علائم آسیب مخچه ای رنج می‌برند و کسانی که بعداً اختلالات اتونومیک را نشان می‌دهند، پیش آگهی بهتری دارند.

### علل مرگ
شایع‌ترین علل مرگ، مرگ ناگهانی و مرگ ناشی از عفونت است که شامل عفونت‌های کاتتریزاسیون ادراری، عفونت‌های لوله گوارش و آسپیراسیون ریوی می‌شود. برخی دیگر از مرگ‌ها نیز ناشی از کاشکسی عنوان شده‌است.

## اپیدمیولوژی
تخمین زده می‌شود که آتروفی سیستم چندگانه تقریباً ۵ نفر از هر ۱۰۰۰۰۰ نفر را تحت تأثیر قرار می‌دهد. در کالبد شکافی، بسیاری از بیمارانی که در طول زندگی با بیماری پارکینسون تشخیص داده می‌شوند، در واقع دارای MSA هستند، که این مسئله نشان می‌دهد بروز واقعی MSA بالاتر از تخمین آن است. در حالی که برخی معتقدند که MSA اندکی بیشتر از زنان روی مردان تأثیر می‌گذارد، برخی دیگر از محققین احتمال ابتلای این دو جنس را به یک اندازه می‌دانند. این بیماری بیشتر در افراد ۵۰ تا ۶۰ ساله ظاهر می‌شود.

## پژوهش
درمان با سلول‌های بنیادی مزانشیمی ممکن است پیشرفت نقایص عصبی را در بیماران مبتلا به نوع آتروفی سیستم چندگانه- مخچه‌ای به تأخیر بیندازد.